# ヨアヒム・ヘルツ
ヨアヒム・ヘルツ（ドイツ語：Joachim Herz、1924年6月15日 - 2010年10月18日）は、ドイツのオペラ演出家、芸術総監督。ヴァルター・フェルゼンシュタインの「ムジークテアター」の流れをくみ、パトリス・シェローの「世紀の指輪」につながっていく、ワーグナー『ニーベルングの指輪』を19世紀の資本主義のたとえ話として設定した最初の演出家である。 

## 生涯

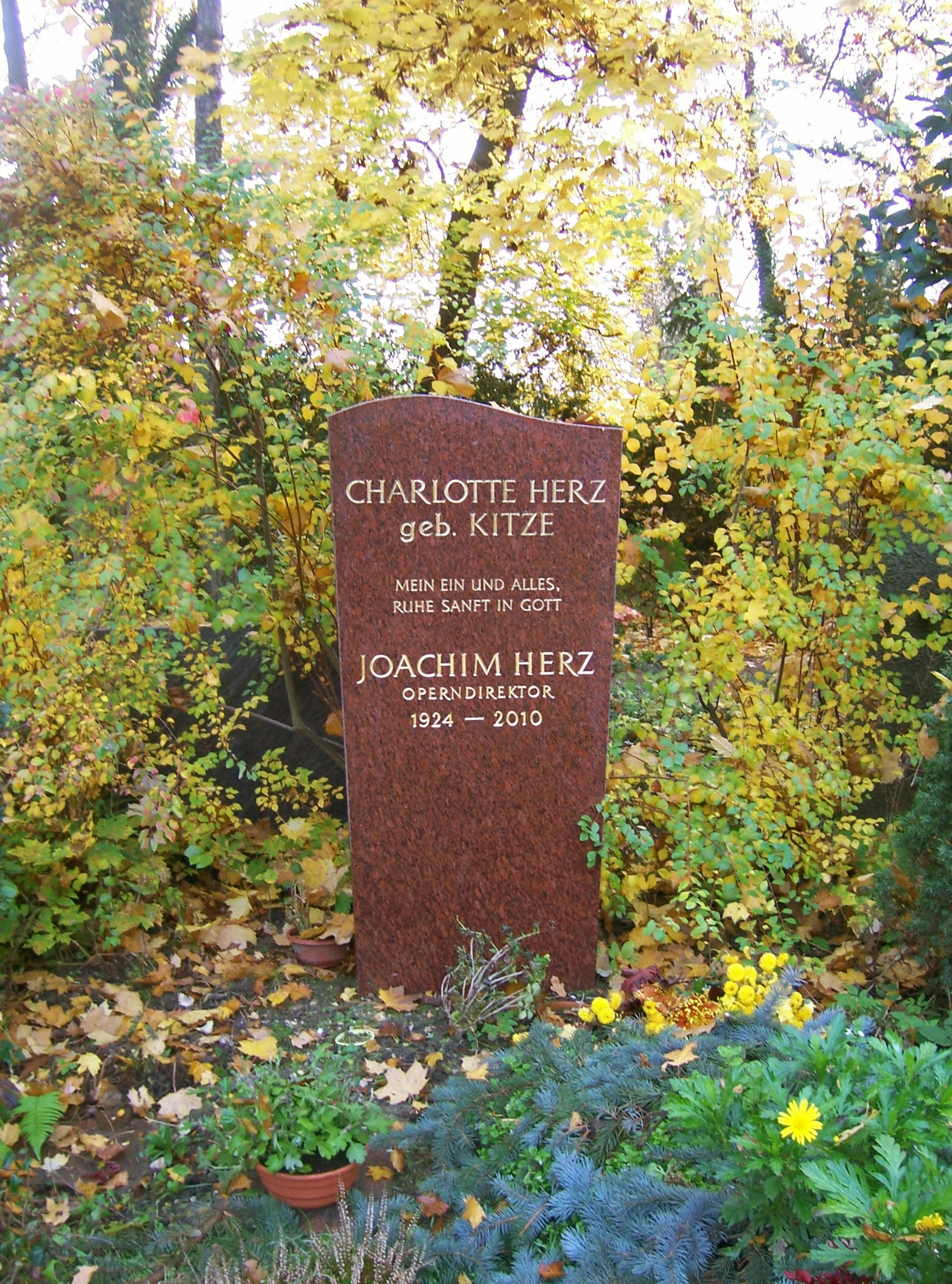
ライプツィヒの南墓地にあるヨアヒム・ヘルツの墓

ドレスデンで生まれたヨアヒム・ヘルツは、ドレスデン音楽大学でハインツ・アルノルト（ドイツ語版）に指揮とオペラ演出を学び、後にフンボルト大学で音楽学を学んだ。
1951年に彼はドレスデン-ラーデボイル州立オペラの舞台監督になった。1953年に彼はベルリン・コーミッシェ・オーパーに移り、1956年までヴァルター・フェルゼンシュタインの教え子となって助手を務め、フェルゼンシュタインの作業方法をほぼ採用した。リアルな「ムジークテアター」の創設者であるフェルゼンシュタインのように、彼も徹底した哲学的かつ歴史的な予備知識を積み重ね、彼独自の作品を作り上げていった。
短い間ケルン市立歌劇場（1956–1957）に移った後、彼は1959年にライプツィヒ歌劇場のオペラ監督に就任した。後に彼は「私の人生で最も意義のある時期」と総括している。
ここで彼は1960年にフランツ・コンヴィチュニー指揮のリヒャルト・ワーグナー『ニュルンベルクのマイスタージンガー』で再建されたオペラハウスをオープンした。彼は1976年にライプツィヒで完結した『ニーベルングの指環』で特に注目を集めた。このステージの基本的な設定は、1976年のバイロイト祝祭劇場におけるパトリス・シェローの「世紀の指輪」の概念を先取りするものであった。1976年までライプツィヒは彼の音楽の拠点であった。彼の作品は、週に8回もステージに乗ることもあった。
現在から振り返ってみれば、フェルゼンシュタイン死去後の後任として1976年にベルリン・コーミッシェ・オーパーに戻った彼は不運だったと考えられている。クルト・ヴァイル『マハゴニー市の興亡 (de:Aufstieg und Fall der Stadt Mahagonny) 』により、彼は華麗で社会批判的で壮大な光景を上演することができたが、彼はフェルゼンシュタインの影にとどまることも、東ドイツの社会主義リアリズムに固執することも望まなかった。彼の、時には過酷な仕事ぶりや、ドイツ社会主義統一党（SED）の官僚に対する配慮の無さは、周囲の共感を得られなかった。そのため、1981年に彼が芸術総監督の座を降りることは当然とされてしまった。
1982年に彼はドレスデン国立歌劇場の首席演出家に就任した。1985年から再開されたゼンパー・オーパーで、彼はカール・マリア・フォン・ウェーバーの『魔弾の射手』を上演した。
ドレスデン、ライプツィヒ、ベルリンというトライアングルに加えて、彼は早くから世界各地で公演を行っていた。モスクワのボリショイ劇場をはじめ、ブエノスアイレスのテアトロ・コロン、ロンドン、バンクーバーでも働いた。
彼は合計126の作品と、60を超えるオペラの新作を上演し、その多くが今や手本となっている。
2010年10月18日ライプツィヒで死去。86歳没。

## ヘルツの演出におけるワーグナー『ニーベルングの指輪』
1973年から1976年にかけて、ヨアヒム・ヘルツはライプツィヒ歌劇場で『指輪』の全4部作を上演した。主にヴィーラント・ワーグナーの作品に影響を受けた当時の演出方法とは対照的に、彼はリヒャルト・ワーグナー自身に四部作の概念的な鍵を求めた。特に1848年革命のバリケード闘士となった彼の社会革命的な考え方は、数多くの著作の中で説明されている。1848年、ワーグナーは『指輪』の詩を書き始めている。ヘルツはこの時代と内容の一致に注目し、『指輪』を「19世紀の階級闘争を描いた劇」と解釈した :S. 29.。「ワーグナーはこの19世紀の階級闘争の悲劇を（哲学的・歴史的な意味での）疎外と捉え、たとえ話のような形式とするため北欧神話を選び疎外を表す衣裳としてかぶせ、その物語の中で（主体と客体の）決定的な対立の瞬間を得た」（ヨアヒム・ヘルツ）。演出チームは、ジョージ・バーナード・ショーの『指輪』の分析書『The Perfect Wagnerite: A Commentary on the Niblung's Ring（英語版）』（1889年にロンドンで出版）からも、本質的な刺激を受けていた。ショーは、ワーグナーの四部作を、19世紀の社会経済的な激動の反映であると解釈した最初の人物である。
ライプツィヒの演出は、ヴァルター・フェルゼンシュタインが開発したリアルな「ムジークテアター」の原理をワーグナーの『指輪』に初めて適用した。ヘルツと四部作の指揮者であるゲルト・バーナー（ドイツ語版）と、舞台美術と衣装を担当したルドルフ・ハインリヒ（ドイツ語版）は、ともにフェルゼンシュタインの教え子であった。概念的な準備作業（1972年7月から9月）:S. 21. において、ヘルツとハインリヒは、『指輪』の解釈における内容と演出の核心部分と、視覚的な世界を作り上げた。アルベリヒが指輪に鍛造した金は、「第一に美しい自然そのもの」という概念であり、それが芸術的に扱われた自然（指輪）に変化する。これは交換の対象としても適しており、最終的に「普遍的な交換価値の基礎」に変化する。 「指輪は原理である：それは資本の本源的蓄積の可能性を意味する。富と権力の強化を意味する」（ヨアヒム・ヘルツ） :S. 32.。ヘルツとハインリヒは、彼らの解釈において、指輪を金の拳の形にした。「真鍮の拳のように見える人間の拳の変化」:S. 33.。「神々の黄昏」の終わりに、指輪は再び「金の布、金の網、ベールのような夢と波。それらとともにラインの乙女たちは、ゴンドラでレースの上に浮かぶ」:S. 30.ように変化する。
ハインリヒがデザインした視覚的世界の特徴は、歴史的に意味付けられた断片をコラージュしていく技法であり、それはメルヘンや抽象的な要素で疎外を表現していた。このようにして、彼は歴史と超時間的神話との間の対応関係を作り上げた。神々の城であるヴァルハラは、ブリュッセル最高裁判所（英語版）、ゴットフリート・ゼンパーによるウィーンのブルク劇場の階段、トリノ大聖堂（英語版）のガラスのドームを組み合わせたものであった。
『指輪』の解釈の本質的な問題は、「神々の黄昏」の終わりに実際に滅びるものは何かということであった。世界そのものなのか、それともヴォータンの世界なのか。ヘルツとハインリヒは、ここで滅びるのは、ヴォータンとその敵であるアルベリヒ（両方のライトモティーフの音楽分析から神々の父の別人格（オルター・エゴ））の世界であると導き出した。その結果、ヘルツは「ジークフリートの葬送行進曲」をヴォータンの退位と再解釈した。神々の父（実際にはこのオペラには登場しない）が、さびれたの鷲の鉄塔の列を歩き敬礼する。ライプツィヒ作品の最後のシーンでは、ワーグナーによって定義されていない男女が空のステージに立っていた。「終わりはタブラ・ラーサ（白紙）である。古いものは一掃された。今、新しいものが始まる。新しいものがどうなっていくのか、この時点では示すことができない。ワーグナーもわからないのだ。」（ヨアヒム・ヘルツ）:S. 30.

### プレミアとキャスト
- ラインの黄金、1973年4月7日に初演。 Rainer Lüdeke（ヴォータン）、Sigrid Kehl（フリッカ）、Karel Berman（アルベリヒ）、Günter Kurth（ローゲ）など
- ワルキューレ、1974年2月9日に初演。Günter Kurth（ジークムント）、Els Bolkestein（ジークリンデ）、Fritz Hübner（フンディング）、Sigrid Kehl（ブリュンヒルデ）、Renate Härtel（フリッカ）、András Faragó（ヴォータン）など
- ジークフリート、1975年10月25日に初演。Jon  Weaving（ジークフリート）、Guntfried Speck（ミーメ）、Rainer Lüdeke（さすらい人）、Thomas M. Thomaschke（ファフナー）、Sigrid Kehl（ブリュンヒルデ）など
- 神々の黄昏、1976年3月28日に初演。Jon  Weaving（ジークフリート）、Sigrid Kehl（ブリュンヒルデ）、Ekkehard Wlaschiha（グンター）、Hanna Lisowska（グートルーネ）、Karel  Berman（アルベリヒ）、Fritz Hübner（ハーゲン）など

### 批評（主なもの）
- ヨアヒム・ヘルツの演出も、ルドルフ・ハインリヒのセットと衣裳も、ワーグナー自身の仕様を忠実に再現しているが、これはヴィーラント・ワーグナー以来、決して一般的なことではなかった。もちろん、ヴィーラント・ワーグナーが捨てた、武器のぶつかり合いや剣の振り回しといった、空虚な情感に陥ることはないが、1951年以降、当たり前のように行われてきたあの極端な様式化から再び根本的に離れ、ワーグナーの場面演出の「核心」に現代的に回帰している。（中略）この「ラインの黄金」公演のような素晴らしい、そして圧倒的な演出を誇る制作は、世界でもトップレベルにあると言える[8]。
- FAZは、ヘルツの『指輪』を「偉大な挑発力と一貫性」と評価した[9]。
- ヘラルド・トリビューンは、「ラインの黄金」を「圧倒的なパフォーマンス」と呼び「小さな劇場の歴史」を作ったと評した[10]。
- 「『指輪』が劇場に戻ってきたこと、北欧神話的な退屈の霧が長い間漂っていた出来事が再び演劇化されたことは、おそらく見る人に最初に衝撃を与えるだろう。（中略）美しい情念だけが漂う退屈なニーベルンゲンの冗長さはなく、劇場が展開し、まるで自分が『サロメ』の中にいるかのような熱気に包まれている。」エルンスト・クラウゼ、1976年6月 OPERNWELT（英語版）

## その他の演出（主なもの）
- ドレスデン
  - Die Bremer Stadtmusikanten（リヒャルト・モハウプト（英語版））（1950）－ヘルツの弟子の公演。彼自身が「伝説的なモハウプトの公演」と表現した[11]。
- ベルリン・コーミッシェ・オーパー
  - 善良な兵士シュヴァイク（ロバート・クルカ（英語版））
  - 若い主（英語版）（ヘンツェ）
  - 蝶々夫人（プッチーニ）
  - ダス・ランド・バム＝バム（ゲオルク・カッツァー（英語版））
  - マハゴニー市の興亡（ヴァイル）
  - ピーター・グライムズ（ブリテン）
  - ルル（ベルク、ウルスラ・ラインハルト＝キス（ドイツ語版）と）
  - さまよえるオランダ人（ワーグナー）
- ライプツィヒ歌劇場
  - ニュルンベルクのマイスタージンガー（ワーグナー、1960年）
  - 戦争と平和（プロコフィエフ、1961年）
  - カーチャ・カバノヴァー（ヤナーチェク）
  - ボリス・ゴドゥノフ（ムソルグスキー）
  - 影のない女（リヒャルト・シュトラウス）
  - ローエングリン（ワーグナー）
  - タンホイザー（ワーグナー）
  - すべての重要なモーツァルトのオペラ
  - ギリシャの結婚式（ロバート・ハネル（英語版））
  - オルレアンの少女（チャイコフスキー）
  - 魔法のヴァイオリン（英語版）（ヴェルナー・エック）
  - ユグノー教徒（マイアベーア）
  - セルセ（ヘンデル）
  - ニーベルングの指輪（ワーグナー）
  - ル・グラン・マカブル（リゲティ・ジェルジュ、1992）
- オペラ映画『さまよえるオランダ人』（ワーグナー、DEFA（英語版）1964）
- ウィーン国立歌劇場
  - 魔笛（モーツァルト）
- ザルツブルク歌劇場
  - ばらの騎士（リヒャルト・シュトラウス）
- アアルト劇場エッセン
  - 三つのオレンジへの恋（プロコフィエフ）
- ゼンパー・オーパー・ドレスデン
  - 魔弾の射手（ウェーバー）
  - ばらの騎士（リヒャルト・シュトラウス）
  - ナクソス島のアリアドネ（リヒャルト・シュトラウス）
  - サロメ（リヒャルト・シュトラウス）
  - ヴォツェック（ベルク）
  - 鼻（ショスタコーヴィチ）
  - 三つのオレンジへの恋（プロコフィエフ）
  - コジ・ファン・トゥッテ（モーツァルト）
  - Der goldene Topf（エッケハルト・マイヤー（英語版））
  - 運命（英語版）（ヤナーチェク）

## 栄誉
- 1985年 芸術と文学のためドイツ民主共和国国家功労章（英語版）第1級
- 2005年 ベルリン・コーミッシェ・オーパー名誉会員
- 2009年1月9日 ドレスデンのカールマリアフォンウェーバー音楽アカデミー（ドレスデン音楽大学）名誉博士号

## 参考情報
ヘルツは、19世紀の資本主義のたとえ話として『ニーベルングの指環』を設定した最初の演出家であった。その後、このような背景のない作品はほとんどない。シェローが1976年にバイロイト祝祭劇場で発表した「世紀の指輪」は、すべてヘルツの革新に基づいており、これだけでも今日のオペラ界からみればヘルツはスーパースターであったと言える。しかしながらシェローの『指輪』とは異なり、ヘルツの画期的な解釈は当時の東ドイツの技術ではビデオに記録できなかったため、ドイツ民主共和国の芸術アカデミーの2冊のワークブックにのみ記載されている。

## 評伝
- シュテファン・シュトンポール（編）、ヴァルター・フェルゼンシュタイン、ヨアヒム・ヘルツ: ムジークテアター: 方法論とステージングの概念への貢献: ライプツィヒ: レクラム 1976年